# Базулино (Московская область)
Базулино — деревня в городском округе Домодедово Московской области.

## География
Находится в южной части Московской области на расстоянии приблизительно 16 км на юго-восток по прямой от железнодорожной станции Домодедово, прилегая с севера к ЦКАД.

## История
До 2004 года входила в состав Краснопутьского сельского округа Домодедовского района.

## Население
Постоянное население составляло 6 человек в 2002 году (русские 83 %), 4 в 2010.